# Tratado de París (21 de agosto de 1879)
El Tratado de París, firmado en la capital francesa el 21 de agosto de 1879, fue un acuerdo de paz y amistad entre el Reino de España y la República de Bolivia, por el que España reconocía la independencia de Bolivia y se establecían relaciones diplomáticas entre ambos países, tras las diferencias que había provocado la Guerra hispano-sudamericana (1865-1866).